# Satillieu
Satillieu är en kommun i departementet Ardèche i regionen Auvergne-Rhône-Alpes i sydöstra Frankrike. Kommunen ligger  i kantonen Satillieu som ligger i arrondissementet Tournon-sur-Rhône. År 2022 hade Satillieu 1 502 invånare.

## Befolkningsutveckling
Antalet invånare i kommunen Satillieu
Referens: INSEE